# عندما كان هارلي واحد
عندما كان هارلي واحداً هي رواية خيال علمي اصدرت عام 1972 للكاتب الأمريكي ديفيد جيرولد. تم ترشيحها لجائزة نيبولا لأفضل رواية في عام 1972وجائزة هوغو لأفضل رواية في عام 1973. الرواية،"إصلاح " للقصص القصيرة التي نُشرت سابقًا، كغلاف ورقي أصلي من قبل Ballantine Books في عام 1972، بإصدار نادي كتاب الخيال العلمي. تم نشر نسخة منُقحة بعنوان "الإصدار 2.0" في عام 1988 نُشرت من قبل كتب بانتام.

## مقدمة المؤامرة
محور القصة هو ذكاء اصطناعي يُدعى H.A.R.L.I.E ، يُشار إليه أيضاً بالاسم الصحيح "HARLIE" - وهو اختصار لـ Human Analog Replication , Lethetic Intelligence Engine (في الأصل معادلات حياة الإنسان الآلي التناظري).
تدور قصة هارلي حول علاقته مع ديفيد أوبيرسون، عالم النفس المسؤول عن توجيه هارلي من مرحلة الطفولة إلى مرحلة البلوغ. وهي أيضا قصة معركة هارلي ضد الإغلاق، والسؤال الفلسفي حول ما إذا كان هارلي انساناً ام لا ; في هذا الصدد، ماذا يعني أن تكون إنساناً.
عندما احتوى HARLIE Was One على أول تمثيلات خيالية منفيروسات الكمبيوتر (يسبقه غريغوري بنفورد في عام 1970)، وإحدى استخداماته الأولى لمصطلح «فيروس» لوصف برنامج يصيب جهاز كمبيوتر آخر.

## استقبال
افاد ثيودور ستورجون أن الرواية «تحمل شحنة جيدة من النظرة الاجتماعية والنفسية».

## في أعمال أخرى
يظهر محرك استخبارات هارلي في عدد من أعمال جيرولد الأخرى:
- في سلسلة Star Wolf ، يتم تثبيت HARLIE بشكل روتيني باعتباره الذكاء الاصطناعي الإداري للسفن الحربية Terran.
- سلسلة Dingilliad ، القفز من الكوكب ، القفز من القمر ، والقفز إلى النجوم .
- عش للكوابيس، الكتاب الخامس من الحرب ضد شتور .
- هارلي شخصية رئيسية في هيلا .

## روابط خارجية
- ُWhen HARLIE Was One عنوان مُدرج في قاعدة بيانات الخيال التأملي على الإنترنت
- ُWhen HARLIE Was One, Release 2.0 عنوان مُدرج في قاعدة بيانات الخيال التأملي على الإنترنت